# Christos Mylordos
Christos Mylordos (grekiska: Χρίστος Μυλόρδος), född 30 april 1991 i Nicosia, är en grekisk-cypriotisk sångare.

## Karriär
Den 10 september 2010 vann han den cypriotiska artistuttagningen till Eurovision Song Contest 2011. Han var därmed Cyperns representant 2011. Han deltog i den andra semifinalen den 12 maj med låten "San Aggelos S’agapisa", men lyckades inte att ta sig till finalen den 14 maj.